# دوبريكا
دوبريكا هي مدينة ومحافظة فرعية تقع في إقليم كنديا غرب غينيا. وهي عاصمة محافظة دوبريكا. تقع مباشرة شمال كوناكري. عدد السكان 8300 (تقديرات عام 2008).

## ملخص
باعتبارها مسقط رأس الرئيس لانسانا كونتي، فهي تتمتع ببنية تحتية جيدة وتشتهر أيضًا بمستنقعات المنغروف.

## المواصلات
لديها محطة على سكة حديدية قياس 1000 مم تحمل البوكسيت من فريا.